# Guineische Männer-Handballnationalmannschaft
Die guineische Männer-Handballnationalmannschaft vertritt Guinea bei internationalen Turnieren im Herrenhandball.

## Erfolge bei Meisterschaften

### Handball-Weltmeisterschaft
Durch den 5. Platz bei der Afrikameisterschaft 2024 konnte sich Guinea erstmals für eine Weltmeisterschaft qualifizieren.
- Weltmeisterschaft 2025: 31. Platz (von 32 Mannschaften)

### Handball-Afrikameisterschaft
- Afrikameisterschaft 1981: 8. Platz
- Afrikameisterschaft 2020: 10. Platz
- Afrikameisterschaft 2022: 6. Platz
- Afrikameisterschaft 2024: 5. Platz